# Hammarlunda kyrka

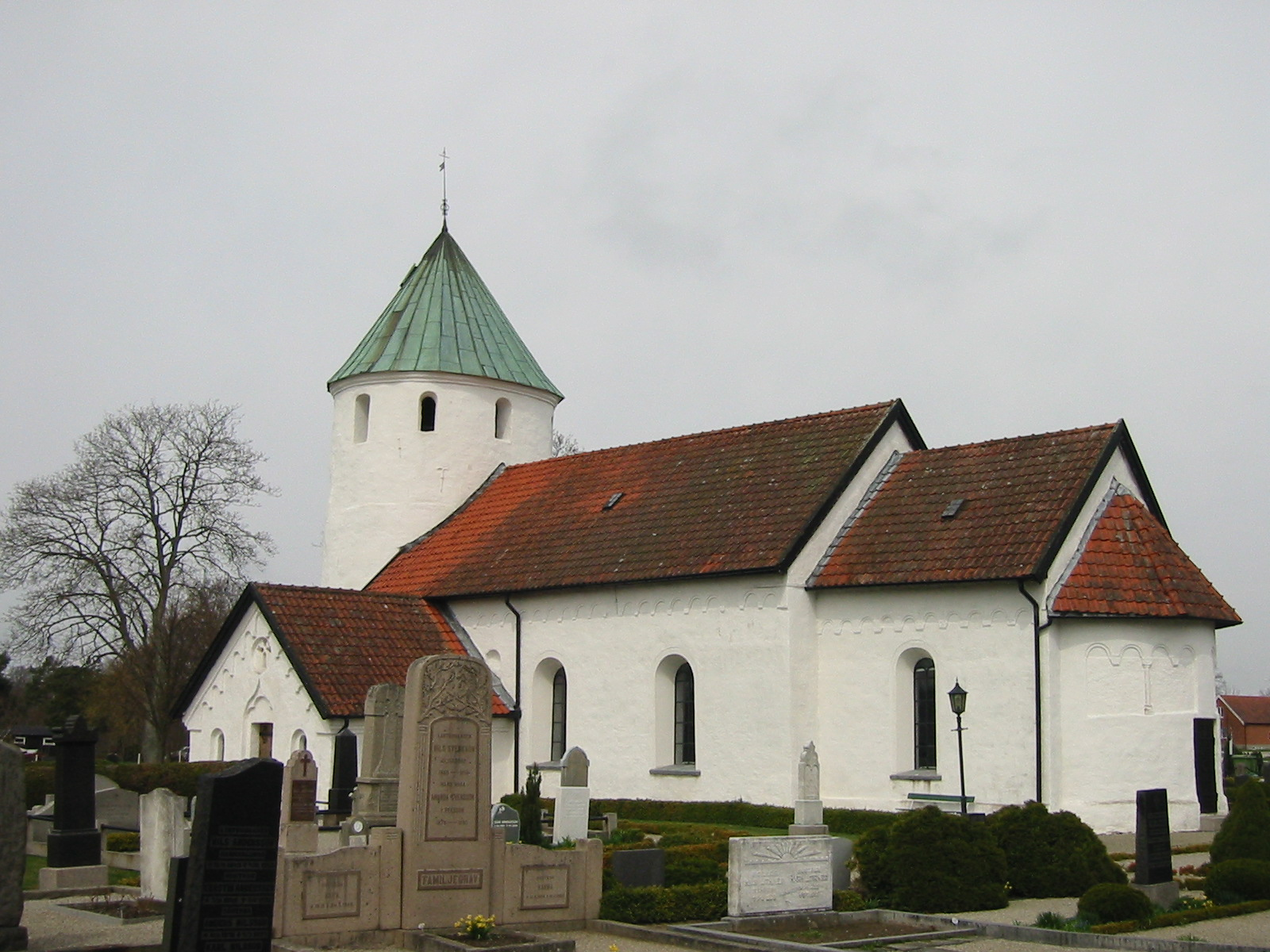
Kyrkan sedd från öster.

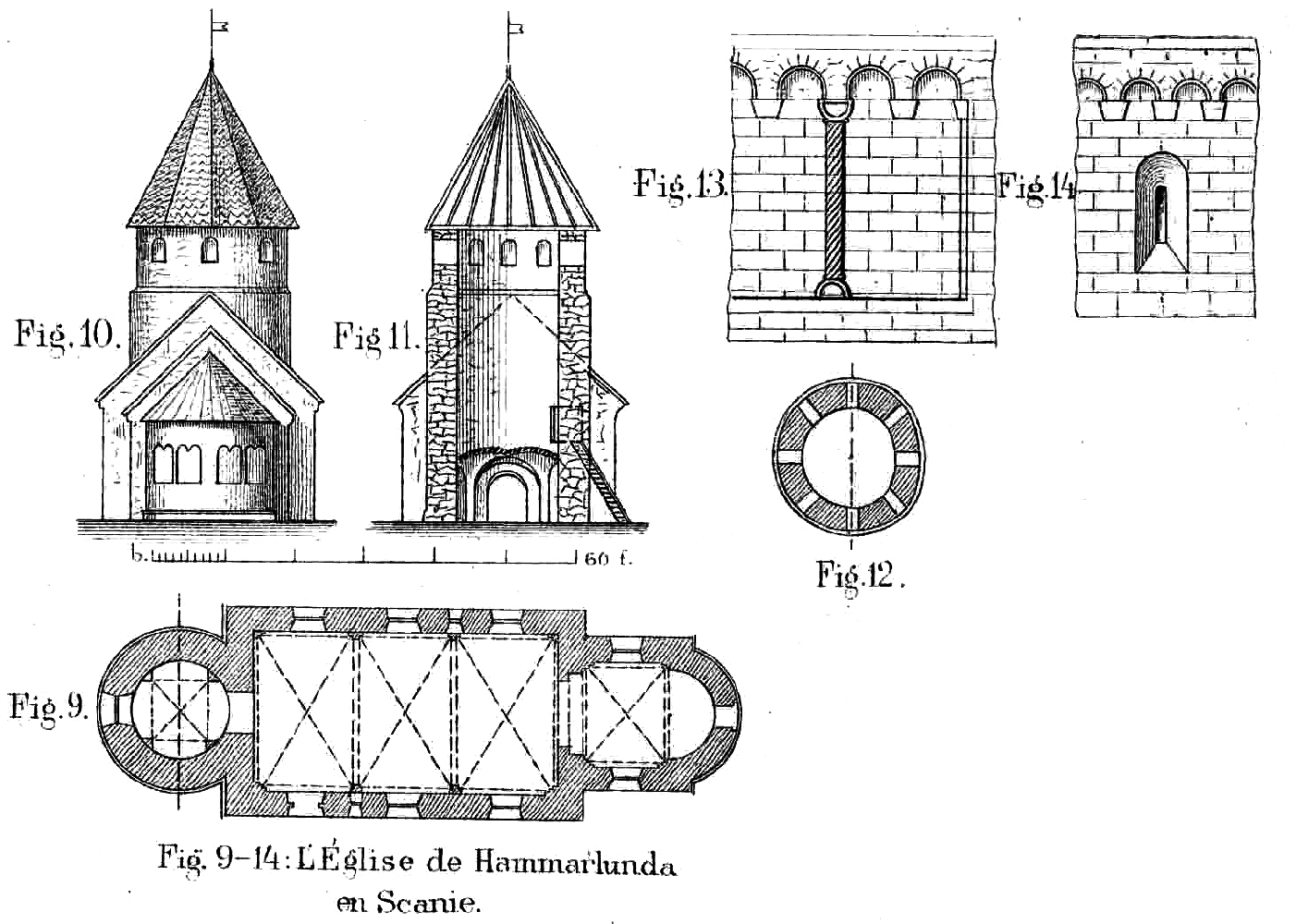
Hammarlunda kyrka vid mitten av 1800-talet. Ritning av Nils Månsson Mandelgren, publicerad 1883.

Hammarlunda kyrka är församlingskyrka i Hammarlunda. Den tillhör Eslövs församling i Lunds stift.

## Kyrkobyggnaden
Hammarlunda kyrka är en av fyra bevarade kyrkor i Skåne som har ett rundtorn i anslutning till långhuset. De andra tre andra är Bollerups kyrka, Blentarps kyrka och Hammarlövs kyrka. Kyrkan byggdes på 1100-talet medan tornet byggdes något senare under slutet av samma århundrade. Vid utgrävning av torngolvet påträffades två stenkammargravar från ca 1200, troligtvis efter den herreman och hans hustru som uppfört rundtornet som deras gravbyggnad. 
Under 1400-talet välvdes kyrkan och ett vapenhus byggdes. Sedan dess har kyrkan varit välbevarad.
Ovan valven finns fragmentariska romanska kalkmålningar.
Utgrävningar under 1960-talet visar att kyrkan har föregåtts av två stavkyrkor.

## Inventarier
Den renässanska altaruppsatsen dateras till 1589.
Dopfunten är samtida med kyrkan och huggen i sandsten.

### Orgel
- 1807 byggde Carl Grönvall, Hyby en orgel med 7 stämmor.
- Den nuvarande orgeln byggdes 1929 av Olof Hammarberg, Göteborg och är en pneumatisk orgel. Orgeln har fasta kombinationer. 1982 renoverades den av Gunnar Carlsson, Borlänge. Fasaden är från 1807 års orgel.

| Manual             | Pedal      | Koppel     |
| Borduna 16´        | Subbas 16´ | Man/Ped    |
| Violinprincipal 8' |            | Man 4'/Man |
| Rörflöjt 8'        |            |            |
| Oktava 4'          |            |            |
| Hålflöjt 4'        |            |            |
| Oktava 2'          |            |            |
| Crescendosvällare  |            |            |